# Dragó gàrgola
El dragó gàrgola (Rhacodactylus auriculatus) és una espècie de sauròpsid (rèptil) escatós de la família dels diplodactílids endèmics de Nova Caledònia. És la més petita de les sis espècies reconegudes del seu gènere, on sovint arriben a una mida d'uns 125 mm.